# Тамакаутоґа
Тамакаутоґа (англ. Tamakautoga) — одне з чотирнадцяти сіл в острівній державі Ніуе в Тихому океані. Тамакаутоґа розташована в південно-західній частині острова та межує з селами Авателе, Хакупу та столицею Ніуе, Алофі, зустрічаючись з усіма трьома в чотириточці. Населення села за переписом 2017 року становило 160 осіб, порівняно з 136 особами у 2011 році. Це число значно впало порівняно з 19 століттям, коли згідно з переписом місії 1899 року було 275 осіб. Тамакаутоґу в Асамблеї Ніуе представляє Ендрю Фунакі.
Клімат Тамакаутоґи класифікується як тропічний ліс згідно з системою класифікації кліматів Кеппена. Середня температура в Тамакаутозі коливається від 22,7 °C (72,9 °F) у липні, найхолоднішому місяці, в середньому до 26,5 °C (79,7 °F) у лютому, найтеплішому місяці. Середня кількість опадів у Тамакаутоґа коливається від мінімуму 88 мм у червні, найсухішому місяці, до 223 мм у січні, найвологішому місяці.
Військовий меморіал Тамакаутоґи вшановує ніуеанських солдатів з Тамакаутоґи, які воювали в Першій світовій війні разом із Новозеландськими експедиційними силами. Тамакаутоґа проводить щорічний день шоу, який включає вистави, обіди та інші заходи. Виставковий день 2017 відбувся 26 серпня. У селі розташований курорт на 55 номерів Scenic Matavai Resort Niue, що є частиною Scenic Hotel Group. Тамакаутоґу обслуговує низка місцевих доріг, а також міжнародний аеропорт Ніуе, частина якого розташована в межах села.
Австралійський письменник Луїс Беке задокументував подорож до Ніуе у своїй книзі 1897 року «Дике життя в південних морях», у якій його нянька відвезла його малолітню доньку в Тамакаутоґу, щоб зустрітися з членами сім’ї медсестри.